# كاترينا سكورسون
كاترينا ريميني سكورسون (ولدت في 16 أكتوبر 1981) وهي ممثلة كندية. 

## حياتها المبكرة
ولدت سكورسون في تورونتو، أونتاريو. هي الأبنة الوسطة من خمسة أبناء في عائلتها. درست في أكاديمية كاردينال كارتر للفنون في تورونتو.

## الأفلام
| السنة                    | العنوان                                    | الدور                         | ملاحظات |
| ------------------------ | ------------------------------------------ | ----------------------------- | --- |
| 1995                     | When the Dark Man Calls                    | Angie                         | فيلم تليفيزوني |
| 1995                     | Shock Treatment                            | روبين بلمور                   | فيلم تليفيزوني |
| 1996                     | Ready or Not                               | Colleen                       | Episode: "The Girlfriend" |
| 1996                     | Flash Forward                              | داربي                         | Episode: "Saboteurs" |
| 1996                     | Psi Factor: Chronicles of the Paranormal   | Megan Lester                  | Episode: "Possession/Man Out of Time" |
| 1998                     | Once a Thief                               | أليس 'أليغرا' مانسفيلد        | Episode: "Little Sister" |
| 1996, 1998               | Goosebumps                                 | Jessica Walters / Sara Kramer | 4 حلقات |
| 1998                     | The Hairy Bird                             | سوزي                          | |
| 1998                     | Rescuers: Stories of Courage: Two Families | Irena Csizmadia               | فيلم تليفيزوني |
| 1998                     | Teen Knight                                | أليسون                        | |
| 1999                     | The Devil's Arithmetic                     | Jessica                       | فيلم تليفيزوني |
| 1999                     | The Third Miracle                          | Maria Witkowski               | |
| 2000                     | Rated X                                    | Liberty                       | فيلم تليفيزوني |
| 2000                     | Common Ground                              | Peggy                         | فيلم تليفيزوني |
| 1998–2000                | Power Play                                 | Michelle Parker               | سلسلة عادية، 26 حلقة رشح — Gemini Award for Best Performance by an Actress in a Featured Supporting Role in a Dramatic Series (1999)          |
| 2001                     | Borderline Normal                          | Beth                          | فيلم تليفيزوني |
| 2001                     | My Horrible Year!                          | 'Babyface' Hamilton           | فيلم تليفيزوني |
| 2002                     | The Associates                             | أنا كلاي                      | حلقتان |
| 2003–2006                | 1-800-Missing                              | Jess Mastriani                | سلسلة عادية، 55 حلقة |
| 2008                     | The Border                                 | Sorrayya Bulut                | حلقة: "Enemy Contact" |
| 2009                     | The Guard                                  | بيث                           | حلقة: "The Beacon" |
| 2008–2009                | Crash                                      | Callie Wilkinson              | 4 حلقات |
| 2009                     | Castle                                     | جوان ديلغادو                  | حلقة: "Home Is Where the Heart Stops" |
| 2009                     | Alice                                      | أليس                          | فيلم تليفيزوني رشح— Gemini Award for Best Performance by an Actress in a Leading Role in a Dramatic Program or Mini-Series                    |
| 2010                     | Edge of Darkness                           | ميلسيا                        | |
| 2010–2013                | Private Practice                           | أميليا شيبيرد                 | متكرر (الموسم 3) Main Cast (Season 4–6): 62 episodes Prism Award for Best Female Performance in a Drama Series Multi-Episode Storyline (2012) |
| 2010, 2012, 2014–present | Grey's Anatomy                             | أميليا شيبيرد                 | ضيفة (الموسم 7-8) Recurring (Season 10) Main Cast (Season 11–present)                                                                         |
| 2014                     | The November Man                           | Celia                         | |

## وصلات خارجية
- Official website
- كاترينا سكورسون على موقع IMDb (الإنجليزية)
- كاترينا سكورسون على موقع روتن توميتوز (الإنجليزية)
- كاترينا سكورسون على موقع ألو سيني (الفرنسية)
- كاترينا سكورسون على موقع قاعدة بيانات الأفلام السويدية (السويدية)
- كاترينا سكورسون على موقع إن إن دي بي (الإنجليزية)
- كاترينا سكورسون على موقع قاعدة بيانات الفيلم (الإنجليزية)
- كاترينا سكورسون على موقع كينوبويسك (الروسية)